# Magno (Quality Comics)
Magno è un supereroe dei fumetti pubblicato dalla Quality Comics. Fu creato da Paul Gustavson. La sua prima comparsa fu in Smash Comics n. 13 (agosto 1940). Fu uno dei personaggi acquisiti dalla DC Comics quando la Quality vendette le sue proprietà. Tuttavia, il copyright di questi fumetti e dei relativi personaggi scaddero prima dell'acquisizione, rendendo i personaggi di pubblico dominio. A parte una breve comparsa in All-Star Squadron, non fu utilizzato in nessun modo significativo dalla DC da allora.

## Storia del personaggio
Tom Dalton era un guardafili per la compagnia elettrica finché non prese una scarica di 10000 volt di elettricità. Fu riportato in vita da un collega, che utilizzò 1000 volt per farlo. Tom Dalton divenne Magno. Fu potenziato dalla stessa elettricità che lo resuscitò, e la utilizzò per combattere il crimine con le sue abilità magnetiche ed elettriche. Qualche volta rimase a corto di potere e dovette ricaricarsi toccando fili esposti. Fu il protagonista in Smash Comics dal n. 13 al n. 21.
Magno fu contattato da Zio Sam ore prima dell'attacco a Pearl Harbor per unirsi ai Combattenti per la Libertà e difendere la base. Magno accettò, e morì mentre combatteva contro i giapponesi, insieme agli altri membri dei Combattenti per la Libertà. Mentre fu rivelato che molti dei suoi compagni erano sopravvissuti, Magno non lo fu.

## Il secondo Magno
Una nuova versione di Magno comparve nella serie del 2007 Uncle Sam and the Freedom Fighters, come membro del gruppo sponsorizzato dal governo I Crociati.